# Thecla gabatha
Thecla gabatha är en fjärilsart som beskrevs av William Chapman Hewitson 1870. Thecla gabatha ingår i släktet Thecla och familjen juvelvingar. Inga underarter finns listade i Catalogue of Life.